# Kościół Świętej Trójcy w Działyniu
Kościół Świętej Trójcy w Działyniu – rzymskokatolicki kościół parafialny należący do parafii pod tym samym wezwaniem (dekanat czernikowski diecezji włocławskiej).
Jest to świątynia ufundowana w 1582/83 roku przez Michała Działyńskiego. Jej budowa została zakończona w 1609 roku. W 1897 roku została konsekrowana po gruntownym odnowieniu. Budowla została wzniesiona w stylu barokowym. Jest to kościół murowany, wybudowany z cegły, pierwotnie nietynkowany.
Nad wejściem do świątyni jest umieszczony piaskowcowy kartusz z pierwszej połowy XVII wieku z herbem Działyńskich – Ogończyk, który został tutaj przeniesiony w XIX wieku z rozebranego pałacu. Nad nawą wschodnią i kaplicą znajdują się ośmiokątne wieżyczki z latarniami i baniastymi zwieńczeniami, które są obite blachą i powstały w XVIII wieku. Kościół posiada dwie wieże, które są wysunięte ryzalitowo z elewacji bocznych świątyni również z ośmiokątnymi latarniami i baniastymi dachami hełmowymi, które są pokryte blachą. Na wieżach są umieszczone krzyże, wykonane z pozłacanej blachy. Na wieży południowej jest usytuowana tarcza zegarowa z cyframi minuskułowymi o charakterze gotyckim, która powstała około 1600 roku. W wieżach znajdują się małe okna i blendy ostrołukowe. Na facjacie świątyni znajduje się statua Matki Boskiej. Wykonano ją z piaskowca. Kościół jest jednonawowy, z półkoliście zamkniętym prezbiterium, a także kaplicą od strony południowej. W podziemiach świątyni jest umieszczona krypta.